# Лихтенштейн на зимних Олимпийских играх 2002
Лихтенштейн принимал участие в Зимних Олимпийских играх 2002 года в Солт-Лейк-Сити (США), но не завоевал ни одной медали.

### Лыжные виды спорта

#### Горнолыжный спорт
Мужчины
| Соревнование      | Спортсмены     | Скоростной спуск/ 1 спуск | Скоростной спуск/ 1 спуск | Слалом/ 2 спуск | Слалом/ 2 спуск | Всего | Место                | Отставание           |
| Соревнование      | Спортсмены     | Время                     | Место                     | Время           | Место           | Всего | Место                | Отставание           |
| ----------------- | -------------- | ------------------------- | ------------------------- | --------------- | --------------- | ----- | -------------------- | -------------------- |
| скоростной спуск  | Юрген Хаслер   | Не проводится             | Не проводится             | Не проводится   | Не проводится   |       |                      |                      |
| скоростной спуск  | Марко Бюхель   | Не проводится             | Не проводится             | Не проводится   | Не проводится   |       |                      |                      |
| супергигант       | Марко Бюхель   | Не проводится             | Не проводится             | Не проводится   | Не проводится   |       |                      |                      |
| супергигант       | Юрген Хаслер   | Не проводится             | Не проводится             | Не проводится   | Не проводится   | DNF   | завершил выступление | завершил выступление |
| супергигант       | Михаэль Риглер | Не проводится             | Не проводится             | Не проводится   | Не проводится   | DNF   | завершил выступление | завершил выступление |
| слалом            | Маркус Ганаль  |                           |                           |                 |                 |       |                      |                      |
| гигантский слалом | Марко Бюхель   |                           |                           |                 |                 |       |                      |                      |
| гигантский слалом | Ахим Фогт      |                           |                           |                 |                 |       |                      |                      |
| гигантский слалом | Маркус Ганаль  |                           |                           |                 |                 |       |                      |                      |
| гигантский слалом | Михаэль Риглер |                           |                           |                 |                 |       |                      |                      |

Женщины
| Соревнование      | Спортсмены          | Скоростной спуск/ 1 спуск | Скоростной спуск/ 1 спуск | Слалом/ 2 спуск | Слалом/ 2 спуск | Всего | Место | Отставание |
| Соревнование      | Спортсмены          | Время                     | Место                     | Время           | Место           | Всего | Место | Отставание |
| ----------------- | ------------------- | ------------------------- | ------------------------- | --------------- | --------------- | ----- | ----- | ---------- |
| гигантский слалом | Биргит Хеб-Батлинер |                           |                           |                 |                 |       |       |            |